# Butch Otter
Butch Otter (sinh 3 tháng 5 năm 1942) là thống đốc thứ 32 của tiểu bang Idaho kể từ tháng 1 năm 2007 và là một thành viên của Đảng Cộng hòa. Otter trước đây đại diện của khu vực bầu cử nghị viện bang số 01.
Otter là phó thống đốc lâu nhất của bang Idaho, đương chức từ năm 1987-2001. Ông là người Idaho đầu tiên vừa đắc cử Hạ nghị sĩ Hoa Kỳ và thống đốc bang kể từ khi lập bang này. Ông là người Công giáo thứ ba làm thống đốc bang Idaho và là người đầu tiên giành chiến thắng cuộc bầu cử kể từ James H. Hawley vào năm 1910.